# Personnages de Final Fantasy X et X-2
Cette page présente une liste non exhaustive des personnages apparaissant dans les jeux vidéo Final Fantasy X et Final Fantasy X-2.

## Personnages jouables principaux

### Tidus
Tidus est le personnage principal du jeu Final Fantasy X. Jeune et célèbre joueur de Blitzball de l'équipe des Zanarkand Abes, il vivait dans la cité de Zanarkand, jusqu'à ce que celle-ci soit attaquée par Sin ; Tidus est alors projeté sur Spira, où il rencontre plusieurs personnes parmi lesquelles Yuna, dont il devient par la force des choses le gardien durant son pèlerinage et tombera fou amoureux d'elle. Tidus est le fils de Jecht, lui aussi grand joueur de Blitzball mais disparu 10 ans auparavant.
Tidus est un combattant rapide utilisant des épées courtes. Il utilise son agilité pour des techniques acrobatiques.
Il apprend à la fin du jeu qu'il est en réalité un rêve issu d'un Zanarkand imaginaire, un Zanarkand rêvé par les priants, et que l'élimination de Sin provoquera sa disparition.
Tidus est le seul personnage du jeu dont on peut choisir le nom. On peut croire que son nom n’est jamais prononcé pour cette raison mais il est prononcé par un des joueurs des Besaid Aurochs lors de la reconstruction de Kilica.
Tidus apparait également dans la série des Kingdom Hearts, comme camarade de jeu du héros Sora sur l'Île de la Destinée. Il est aussi un des héros du jeu Dissidia: Final Fantasy.

### Yuna
Son nom vient du japonais où il représente un hibiscus rose-rouge. Cette même fleur se retrouve sur la robe du personnage.
Yuna est la fille du Grand Invokeur Braska. Après la mort de sa mère à l'âge de 4 ans et de son père, à l'âge de 7 ans, elle est recueillie et protégée par Kimahri (à la suite de la demande d'Auron peu de temps avant qu'il ne meure), qui l'amène dans la petite île paisible de Besaid. C'est à ses 15 ans qu'elle décide de devenir Invokeur.
À l'âge de 17 ans, elle devient un véritable Invokeur en obtenant sa toute première Chimère, Valefore (renomable). C'est à ce moment qu'elle fait la rencontre de Tidus. Son objectif, en tant qu'Invokeur, est d'accomplir son pèlerinage, c’est-à-dire de prier dans tous les temples de Spira, pour finalement obtenir l'Ultime Chimère, grâce à laquelle elle pourra détruire Sin, le grand ennemi des habitants de Spira.
Comme tous les Invokeurs, elle est escortée par des gardiens : Tidus, Lulu, Wakka, Auron,  Rikku et Kimahri. Durant son pèlerinage, elle croisera la route de Dona, une Invokeure qui considèrera Yuna comme une rivale, car elle n'a pas son ascendance et ne possède qu'un seul gardien.
Lors de l'étape à Guadosalam, Yuna envisage d'accepter la demande en mariage de Seymour Guado et d'arrêter son pèlerinage. Elle se fiancera pour une autre raison : elle découvre que Seymour a assassiné son père, et veut l'arrêter.
Lors des affrontements, Yuna se comporte comme un Mage Blanc : très faible en combat rapproché, elle est bien plus efficace pour guérir ses compagnons, et bien sûr invoquer ses Chimères, préalablement acquises dans les divers temples de Spira.
Dans Final Fantasy X-2, deux ans après la chute définitive de Sin et l'instauration de l'Éternelle Félicité, Yuna est convaincue par Rikku de quitter Besaid et de rejoindre le groupe des Albatros, une bande de chasseurs de sphères (jouant le rôle de documents audiovisuels). Sa soudaine volonté de rejoindre les Albatros est due au visionnement d'une sphère dans laquelle elle croit reconnaître Tidus, qui avait disparu après la mort de Sin.
Dans cet épisode, on découvre une Yuna différente. En effet, elle s'affirme davantage que dans Final Fantasy X, et prend la vie avec plus de légèreté qu'auparavant.
Yuna est également présente dans Kingdom Hearts.

### Auron

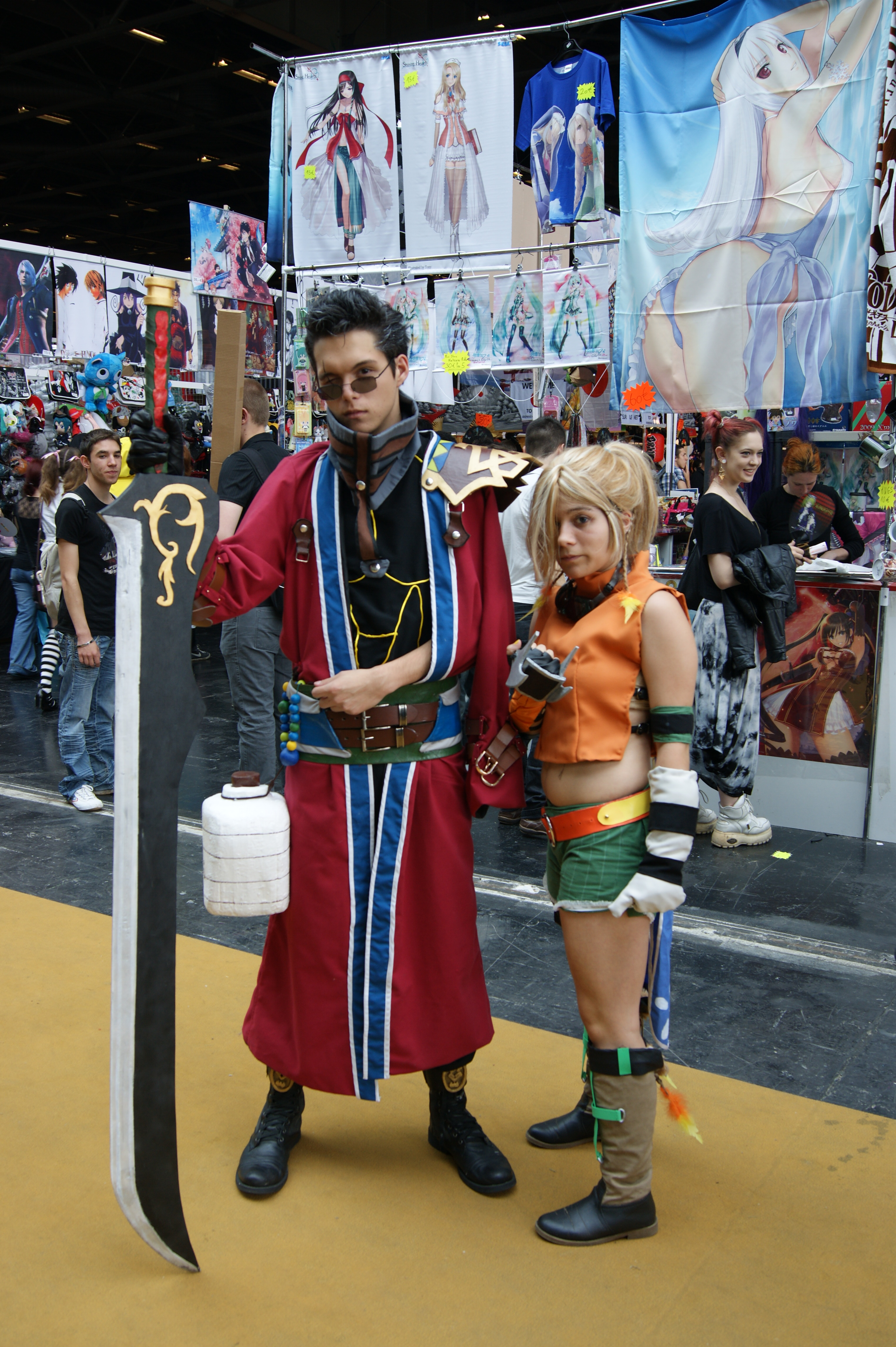
Cosplay d'Auron (à gauche) et Rikku (à droite) à Japan Expo 2012.

Auron est le gardien légendaire, considéré par tous comme le meilleur. Il y a 10 ans, il fut avec Jecht, le père de Tidus, gardien du Grand Invokeur Braska, le père de Yuna. Mais à la Félicité de Braska, il disparut de Spira, pour réapparaître à Luca et devenir le gardien de la jeune Yuna, fille de Braska.
Il n'avait en fait pas disparu, mais était parti dans la Zanarkand des Priants du Gagazet (en utilisant Sin comme moyen de transport), pour rencontrer Tidus et le protéger, parce que Jecht lui avait demandé. Celui-ci comprendra en fait qu'Auron est devenu un Errant, l'âme d'un mort qui a refusé de rejoindre l'Au-delà pour rester sur Spira.
On apprend au moyen d'une sphère enregistrée par Kinoc qu'Auron, avant de devenir gardien, était un moine guerrier, qui fut déchu pour avoir refusé la main de la fille d'un haut dignitaire yevonite. Il devint Gardien par affront, mais quand il découvrit le sacrifice nécessaire à la Félicité, il tenta de tuer seul le spectre de Yunalesca. Il est grièvement blessé et ramené par Kimahri à la Plaine Félicité, où il est soigné par Rin. Il ne survit pas cependant.
Auron est un personnage qui peut sortir le groupe de combats délicats : très résistant, sa longue épée lui permet de porter de lourdes attaques qui percent toutes les carapaces. Il utilise également sa magie pour altérer les caractéristiques de ses ennemis. Bien que puissant, il est assez lent, ce qui fait de lui une prise facile.

### Rikku
Cette jeune Al Bhed de 15 ans à l'époque de Final Fantasy X devient une des gardiennes de l'Invokeur Yuna, afin de la protéger lors de son périple vers la cité perdue de Zanarkand. On voit Rikku pour la première fois au temple de Baaj où elle aida Tidus au début du jeu. Puis on rencontre de nouveau Rikku au Sélénos ; elle faisait partie du groupe d'Al Bheds qui a voulu enlever Yuna. Finalement, elle décide de devenir le gardien de Yuna. On apprend par la suite que Rikku est la cousine de Yuna ; son père le chef des Al Bheds, Cid, était le frère de la mère de Yuna.
Deux ans plus tard, lors de Final Fantasy X-2, elle fonde avec Frangin, qui est comme son nom l'indique son frère, le groupe de chasseurs de sphères Albatros, un groupe composé de Yuna, d'une jeune fille assez sombre nommée Paine et d'elle-même.
Elle manifeste un entrain particulier qui redonne souvent le moral à l'équipe. Elle a la particularité de pouvoir combiner des objets grâce à son overdrive « Alchimie », et créer ainsi de nouveaux objets aux effets imprévus, comme doubler les HP, ou protéger une fois d'une attaque élémentaire.
Dans le premier jeu, elle souffre d'une peur panique de la foudre depuis qu'elle a été touchée accidentellement par un sort élémentaire dans son enfance ; le sort devait atteindre un monstre aquatique qui l'attaquait, mais elle se trouvait également dans l'eau. Depuis, elle est tétanisée en entendant le tonnerre, ce qui rendait difficile pour elle la traversée de la Plaine foudroyée. Elle a soigné sa phobie en y campant durant deux semaines.

### Wakka
Wakka est le capitaine malchanceux de l'équipe de blitzball de la petite île de Besaid, les Besaid Aurochs, il est également l'un des gardiens de Yuna, et son « grand frère ». Il a 23 ans. Malchanceux, car depuis qu'il joue au blitzball (depuis ses treize ans), il n'a jamais gagné le moindre match avec son équipe. À sa rencontre avec Tidus, un joueur hors pair, il croit tenir sa chance, mais finira par abandonner le blitzball pour se consacrer à son rôle de gardien.
Ses parents sont morts alors qu'il était très jeune, tués par Sin. Et depuis que son frère, Chappu, s'est également fait tuer par Sin alors qu'il venait juste de s'engager chez les Bannisseurs, il déteste les Al Bheds, qu'il tient pour responsables (Wakka avait offert une épée à son frère, qui refusa de s'en servir, préférant des armes al bhedes. Il offrira plus tard cette même épée à Tidus). Il croit très fortement dans les préceptes de la religion yevonite, et n'apprécie pas que Tidus ou quelqu'un d'autre bafoue ses tabous.
On apprend qu'il a déjà été le gardien d'un autre Invokeur, Zuke, mais celui-ci a renoncé à son pèlerinage à son arrivée à la Plaine Félicité, et est depuis prêtre de Yevon à Bevelle.
Au combat, Wakka se bat avec une balle de blitzball, qu'il peut utiliser contre les ennemis volants. Il peut également lancer quelques sorts de sorcellerie : Cécité, Mutisme...
Plus tard dans Final Fantasy X-2, il s'installe définitivement à Besaid et a un enfant avec Lulu qu'il appelle Vidin. Il cherchera un moment à retrouver une sphère que Chappu aurait découverte et qui montrerait des images de ses parents, mais il découvrira plus tard dans une dernière vidéo de Chappu que c'était un mensonge.

### Lulu
Lulu est un des gardiens de Yuna. Si Wakka est le « grand frère » de l'Invokeur, Lulu est sa « grande sœur », amie et complice. Adepte de la magie noire, elle est très secrète sur elle-même. On apprendra qu'elle était fiancée à Chappu, le frère de Wakka, tué lors d'une opération des Bannisseurs par Sin. 
Elle fut auparavant le gardien de deux autres Invokeurs : Zuke, qui abandonna son pèlerinage pour devenir prêtre, et Ginnem, qui mourut dans la Grotte du priant volé.
Lors des combats, Lulu exécute sa magie avec l'aide d'une peluche, en forme de Mog, de Pampa, de Cait Sith ou de Moomba, et peut donc utiliser la force des quatre éléments de Spira : le Feu, la Glace, la Foudre et l'Eau. Le feu est efficace contre la glace, la foudre contre l’eau, l’eau contre la foudre et la glace contre le feu. Mais aussi des magies non-élémentaires telles que la gravité, le poison, la mort et les deux plus puissantes attaques magiques du jeu : Ultima et Atomnium.

### Kimahri
Kimahri Ronso fait, comme son nom l'indique, partie de la tribu des fiers guerriers Ronso. Il est reconnaissable entre tous par sa corne, brisée lors d'un combat contre son rival, Biran. Humilié par cette défaite, Kimahri quitta son foyer du Mont Gagazet. Errant sans but, il trouva un nouveau sens à sa vie lorsqu'il fit la rencontre d'un Auron mourant, qui lui demanda de veiller sur Yuna, fille de son défunt ami Braska. Kimahri devint par la suite le stoïque protecteur de Yuna, se dévouant à elle corps et âme. Physiquement très intimidant, Kimahri ne parle que très peu et ce uniquement lorsque la situation l'exige. Il refuse à ce titre de dire un seul mot en présence de Tidus durant les premières heures du jeu, ne lui accordant visiblement pas encore sa confiance.
Utilisant une lance au combat, Kimahri est un combattant polyvalent. Sa technique spéciale, appelée Ryuken est similaire à la magie bleue et lui permet d'utiliser certaines attaques ennemies, une fois absorbées.
Dans Final Fantasy X-2, il est devenu le nouvel Ancien du mont Gagazet, après le massacre des Ronsos par Seymour Guado. Il se retrouve tiraillé entre le choix de la vengeance envers les Guados et le pardon. Toutefois, il n'hésitera jamais à venir en aide à Yuna et aux Albatros.

### Paine
Apparue dans Final Fantasy X-2, Paine est l'une des trois personnages principaux de cet opus, elle fait partie des Albatros et combat aux côtés de Yuna et Rikku. C'est un personnage ténébreux et très réservé.
Elle cache en elle une blessure : elle était chargée de filmer l'équipe composée de Nooj, Baralai et Gippel, lors de l'épreuve de la Crimson Squad dont ils sont les seuls survivants.

## Personnages secondaires et antagonistes

### Seymour
Seymour Guado est un des maîtres de Yevon, soit l'un des plus hauts dignitaires de l'Église, et Grand Prêtre du temple de Macalania. Il a accédé à ce rang après la mort de son père Jyscal Guado, également maître de Yevon. Jyscal a œuvré pour rapprocher les Guados et les Humains, et a même épousé une femme Humaine, ce qui explique l'apparence physique de Seymour.

Très intéressé par Yuna, il invitera la jeune Invokeur lors de son passage à Guadosalam pour lui proposer un mariage. Elle apprendra peu après qu'il est en fait l'assassin de son père, Jyscal, et acceptera le mariage pour l'empêcher de continuer ses méfaits. Yuna et ses gardiens devront le tuer au temple de Macalania.

Toutefois, il reste sur Spira comme Errant, et se mariera avec Yuna. Il révèlera alors ses plans : avec l'aide de Yuna, il souhaite devenir Sin, pour détruire Spira afin de faire renaître ce monde. Il sera finalement envoyé dans l'Au-delà après un dernier combat à l'intérieur de Sin.
Seymour est contrôlable une seule fois dans Final Fantasy X : dans le second combat contre Ghi, la squame de Sin utilisée lors de l'opération Mi'ihen. Ses attaques physiques et magiques sont très puissantes, ainsi que son overdrive, Requiem.

### Jecht
Il est le père de Tidus, champion de blitzball à Zanarkand et disparu 10 ans avant les évènements de Final Fantasy X. Il a toujours été détesté par son fils, qui ne voyait en lui qu'un alcoolique, imbu de lui-même et vivant dans sa gloire passée. Tidus le rendit responsable de la mort de sa mère, qui s'est laissée mourir après la disparition de son mari.
On apprend plus tard qu'il était un gardien de Braska, et qu'il devint son Priant, donc qu'il donne vie à Sin. D'ailleurs durant la quête, on peut découvrir des sphères de Jecht, qui sont une sorte d'enregistrements vidéo qu'il a laissés pendant sa quête de l'Ultime Chimère avec Braska, ce qui apprend un peu plus au joueur son histoire. On l'affronte sous sa forme d'Ultime Chimère.

### Yunalesca
Yunalesca est la première Invokeur à avoir battu Sin. Elle a utilisé son mari Zaon comme Ultime Chimère. Après ce combat, elle mourut et devint une Errante et s'établit dans les ruines de Zanarkand pour y accueillir les Invokeurs à la fin de leurs pèlerinages et leur expliquer le fonctionnement de l'Ultime Chimère : Un gardien ayant un puissant lien avec l'invoqueur doit être sacrifié pour créer le Priant de l'Ultime Chimère. On apprend également que dix ans avant les événements du jeu, Jecht, le père de Tidus, accepta de devenir l'Ultime Chimère de son Invokeur, Braska, le père de Yuna. Après la mort de Braska, Auron, qui était un de ses gardiens, voulut se venger en affrontant Yunalesca, cependant Auron n'était pas de taille, et elle le blessa mortellement. Auron réussi tout de même à rejoindre une ville, et avant de mourir, il rencontra Kimahri, à qui il confia Yuna, la fille de Braska. Auron n'acceptant pas la mort, il devient un Errant, et une fois Yuna devenue adulte, il la rejoint dans son pèlerinage, afin qu'il puisse se venger. Le groupe arrive devant Yunalesca, et Yuna refusa de faire l'un de ses gardiens l'Ultime Chimère. Yunalesca les combat alors, mais elle sera battue, et disparaîtra.

### Shuyin
Shuyin est un personnage de Final Fantasy X-2. Il vivait à Zanarkand, au temps des villes-machines. Tué avec Lenne par des soldats dans les profondeurs de Bevelle, il reste animé par un désir très fort de venger sa bien-aimée. Son étrange ressemblance avec Tidus pousse Yuna mille ans plus tard à découvrir son identité. Il cherche à détruire Spira à l'aide de Vegnagun, avant que Yuna, Rikku et Paine l'en empêchent et l'aident à trouver le repos.

### Lenne
Lenne est un personnage de Final Fantasy X-2. Elle vivait à Zanarkand, 1000 ans avant Final Fantasy X. Elle était une chanteuse talentueuse ainsi qu'une Invokeur hors pair. Lorsqu'une guerre éclata entre Zanarkand et Bevelle tous les invokeurs durent se rendre au front et Lenne ne fit pas exception. Bevelle avait bien sûr l'avantage (avec ses machines destructrices en grand nombre) et les Invokeurs de Zanarkand étaient tous voués à la mort pour défendre leur ville. Shuyin, son gardien, étant amoureux d'elle, refusa de la laisser mourir. Il décida de contrôler Vegnagun, une machine surpuissante, pouvant détruire la planète entière. Il se fit arrêter par Lenne, refusant de courir le risque de tuer tout le monde. Malheureusement, les gardes de Bevelle scellèrent leur destin au pied de l'arme, ainsi Lenne mourut sans pouvoir sauver le monde, laissant alors cette tâche à Yuna. Lorsque Shuyin réapparut 1000 ans plus tard, elle décida de revenir elle aussi pour l'en empêcher, grâce à l'aide des YuRiPa.

## Personnages mineurs

### Membres de Yevon
Hauts dignitaires de l'Église de Yevon
- Jyscal Guado était un des maîtres de Yevon. D'origine Guadoe, il a œuvré pour rapprocher son peuple de Yevon en épousant une humaine et en leur donnant la religion yevonite. Il fut tué par son fils, Seymour, dans sa quête de pouvoir.

- Kinoc est un humain, devenu maître de Yevon. Ancien moine guerrier, il était à l'époque l'ami le plus proche de Auron. Il apparaît pour la première fois lors de l'opération Mi'ihen, dont il est l'organisateur. On apprend dans Final Fantasy X-2 qu'il gérait en même temps l'opération de recrutement des Crimson Squads. Après avoir voulu surveiller de plus près les agissements de Seymour, il sera tué par celui-ci.

- Mika est le Grand maître de Yevon, et le plus haut dirigeant de Spira. À l'époque où Yuna commence son pèlerinage, il est en poste depuis 50 ans. On apprend plus tard, durant le procès de Yuna, qu'il est un Errant, une âme non envoyée dans l'Au-delà. Il est resté dans le monde des vivants pour garder son poste et apporter une certaine stabilité. Il quittera le monde quand il apprendra la disparition de Yunalesca.

- Kelk Ronso est un des maîtres de Yevon. Il sera chargé du procès de Yuna, et découvrira alors que Seymour a tué Jyscal. Il commence alors à douter de la justice du régime de Mika et se retire au mont Gagazet, terre des Ronsos. Quand Yuna voudra franchir le sommet, Kelk lui barrera la route avant de voir la volonté et les sentiments de Yuna, qui le feront changer d'avis.

- Lucil, Elma et Clasko sont des Chevaliers Chocobo dans Final Fantasy X, une section montée des Bannisseurs, à dos de Chocobo. Ils participent à l'opération Mi'ihen, et y survivent. Et malgré la trahison de Yuna envers Yevon, ils lui resteront fidèles. Dans Final Fantasy X-2, ils ont rejoint la Ligue des Jeunes et forment les nouveaux arrivants, mais Clasko en a assez et veut réaliser son rêve de toujours : ouvrir une écurie de Chocobos et les élever.

- Shelinda est dans Final Fantasy X une fervente partisane de l'Église de Yevon. Doutant de ses capacités, elle croisera la route de Yuna qui lui remontera le moral. À la fin, l'Église en pleine débâcle lui confie la responsabilité de l'armée, et Yuna lui demandera d'informer un maximum de personnes de son plan pour détruire Sin définitivement. Dans le second volet, elle est devenue présentatrice télé à Luca.

### Al Bheds
- Rin apparait dans Final Fantasy X et X-2. C'est un homme d'affaires Al Bhed, directeur des comptoirs de Rin, qui se trouvent sur la route de Mi'ihen, près du temple de Djose, au milieu de la Plaine foudroyée, à l'orée de la forêt de Macalania et au milieu de la Plaine Félicité. Leur grande utilité dans le pèlerinage des Invokeurs fait que l'Église tolère ses activités. Il aide l'équipe tout au long de la quête du premier épisode. Il peut également être recruté dans l'équipe de blitzball de Tidus. Dans Final Fantasy X-2, il continue ses activités, tout en développant un nouveau jeu sur Luca : le Sphere Break.

- Cid est en quelque sorte le chef des Al Bheds car il est aux commandes du Refuge de l'île de Bikanel et du Vaisseau Al Bhed. Il est également le père de Frangin et de Rikku, et l'oncle de Yuna. Il fait confiance à Tidus pour protéger Yuna durant son pèlerinage et trouver une solution pour vaincre Sin sans avoir à ce que sa nièce se sacrifie. Dans Final Fantasy X-2, il gère avec Isaaru le tourisme des ruines de Zanarkand, ce qui blesse profondément Yuna qui a l'impression qu'on souille la terre de son bien-aimé (Tidus vient de Zanarkand).
- Frangin est un Al Bhed de final fantaisy X. C’est le frère de Rikku et le cousin de Yuna. C’est un joueur de blitsball. Frangin est le fils de Cid, et le frère de Rikku.  Dans Final Fantasy X-2, il est devenu le chef officiel des Albatros, la bande de chasseurs de sphères, et pilote du Celsius, leur vaisseau. Toutefois, il passe son temps à gesticuler partout, à hurler des ordres en langue Al Bhede, et laisse plutôt Yuna prendre les décisions importantes. En secret, s'il a appris la langue courante, c'est par amour pour sa cousine Yuna.

### Ronsos
- Biran est un Ronso qui vit au Mont Gagazet, considéré par son peuple comme un héros. Il a cassé la corne de Kimahri, provoquant le départ de ce dernier du Mont Gagazet.

- Yenke est un Ronso qui fait équipe avec Biran.

### Invokeurs et gardiens
- Braska est un Invokeur légendaire ayant vaincu Sin dix ans avant les évènements du jeu. Il est également le père de Yuna. Son pèlerinage est raconté par les sphères que Jecht a laissées dans tout Spira.

- Dona est une Invokeur, originaire de Porto Kilika. Grande rivale auto-proclamée de Yuna, elle se moque de Yuna, qui ne compte pas moins de 6 gardiens, alors qu'elle n'en a qu'un seul : Barthello, un colosse au cœur d'artichaut.

Le couple est installé à Kilika dans Final Fantasy X-2, mais il y a conflit : Dona soutient la Ligue des Jeunes, alors que Barthello s'est rangé du côté de Néo-Yevon. Elle aidera alors Yuna à aller jusqu'au temple de Kilika (qui est alors isolé par les membres de la Ligue des jeunes).
- Isaaru est un Invokeur. Il rencontre Yuna pour la première fois au temple de Djose. C'est lui qui l'informe des enlèvements d'Invokeurs. Plus tard, Yuna sera obligé de le vaincre dans un duel d'Invokeurs à la sortie de la Via Purifico. Maroda et Pacce sont ses frères cadets et ses gardiens.

Dans Final Fantasy X-2, Isaaru est devenu guide dans les ruines de Zanarkand, et s'est fâché avec Maroda, qui a rejoint la Ligue des Jeunes. Pacce, quant à lui, a créé la bande des Mini-chasseurs, des enfants chasseurs de sphères.

### Albatros
Frangin est le fils de Cid, et le frère de Rikku. Son rôle dans Final Fantasy X est minime : il est seulement le pilote du Vaisseau des Al Bheds. 
Dans Final Fantasy X-2, il est devenu le chef officiel des Albatros, la bande de chasseurs de sphères, et pilote du Celsius, leur vaisseau. Toutefois, il passe son temps à gesticuler partout, à hurler des ordres en langue Al Bhede, et laisse plutôt Yuna prendre les décisions importantes. En secret, s'il a appris la langue courante, c'est par amour pour sa cousine Yuna.
Les autres membres exécutifs sont Poto, qui récolte les informations sur les sphères, et Shinra, le petit génie, qui est chargé de l'analyse des sphères.
À bord du Celsius, on note aussi la présence de Barman, un Hypello qui tient le bar du vaisseau et vend quelques objets en dépannage. Personne ne sait comment Barman s'est retrouvé à bord.

### O'Aka et Wantz
- O'Aka XXIIIe est un marchand itinérant qui permet de s'approvisionner en objets à tout moment. En fait, c'est Tidus qui l'aide à démarrer en lui donnant quelques gils lors de leur première rencontre sur le S.S. Liki. Dans Final Fantasy X-2, il a racheté le comptoir de Rin de Macalania et croule sous les dettes.

- Wantz est son frère, qui remplacera O'Aka dans Final Fantasy X après son arrestation lors de l'épisode de Bevelle. Un dialogue secondaire nous apprend que O'Aka et Wantz ont été autrefois le gardien de leur sœur Invokeur, mais elle mourut avant de parvenir au terme de son pèlerinage. O'Aka décida alors d'aider les autres Invokeurs en devenant marchand ambulant.

### Errants
- Belgemine : Personnage très secondaire dans Final Fantasy X, Belgemine est un Invokeur que Yuna croisera plusieurs fois sur sa route. Elle veut « entraîner » Yuna à mieux contrôler ses Chimères et les rendre plus fortes. Yuna la rencontre pour la dernière fois au temple de Remiem à la plaine Félicité, et doit la combattre à l'aide de ses chimères.

- Maechen : Personnage secondaire dans Final Fantasy X et X-2, Maechen est un vieil homme sans âge qui en sait très long sur les légendes passées de Spira. Historien de son état, il sillonne les routes de Spira à la recherche d'antiques légendes, qu'il raconte avec ferveur à qui veut bien l'écouter. On peut le rencontrer tout au long du périple réalisé par les personnages du premier opus. C'est aussi lui qui racontera l'histoire de Lenne et Shuyin, qui s'est déroulée 1000 ans auparavant.

Il est en réalité mort depuis longtemps et reste sur Spira comme Errant, mais à cause de son âge, il a oublié qu'il était mort.

### Crimson Squad
- Baralai est dans Final Fantasy X-2 le dirigeant de Néo-Yevon, l'une des deux grandes factions en compétition dans Spira, basée à Bevelle. Très posé, il veut garder le contrôle sur les sphères du passé.

Il a en fait un lourd passé : après avoir passé l'épreuve du Crimson Squad (il est l'un des seuls qui a survécu), il s'est rangé du côté de Yevon en se rendant chez Seymour.
- Nooj est dans Final Fantasy X-2 le leader de la Ligue des Jeunes, une bande de guerriers qui veut révéler les secrets anciens de Spira. Il est une légende vivante : ancien Bannisseur, son comportement lui a valu le surnom de « Suicidaire ».

Avec Baralai et Gippel, il a passé l'épreuve du Crimson Squad, et a survécu. 
- Gippel est un Al Bhed qui apparait dans Final Fantasy X-2. Il est aux commandes des Pro-makinas, une bande d'Al Bheds qui veulent retrouver les machines enterrées dans le désert de Sanubia et les restaurer. Il aime taquiner Rikku, se vantant d'être sorti avec elle.

Lui aussi a passé l'épreuve du Crimson Squad, dans le commando formé par Baralai et Nooj, et a survécu.

### Le gang Leblanc
La plus grande bande de chasseurs de sphères de Spira dans Final Fantasy X-2, basée à Guadosalam. Elle est dirigée par Leblanc, une femme au caractère bien trempé, qui déteste ses rivales, qu'elle appelle les « Albatroces ». Mais elle fond devant Nooj, qui est son amant.
Ses deux plus fidèles lieutenants sont Logos, le grand, et Ormi, le gros. Ils sont totalement dévoués à leur chef.

## Les voix
Voici la liste des acteurs qui prêtent leurs voix pour les deux versions du jeu :
| Doublages (Jap / Us) | Doublages (Jap / Us) | Doublages (Jap / Us) |
| --- | --- | --- |
| Personnages - Tidus - Tidus (jeune) - Yuna - Wakka - Lulu - Kimahri Ronso - Rikku - Auron - Jecht - Braska - Cid - Seymour Guado - Priant de Bahamut - Yunalesca - Yo Mika - Kelk Ronso - Wen Kinoc - Father Zuke - Shelinda - Dona - Barthello - Isaaru - Maroda - Pacce - Belgemine | Voix japonaise (Seiyū) - Masakazu Morita - Yūto Nakamura - Mayuko Aoki - Kazuya Nakai - Rio Natsuki - Katsumi Chō - Marika Matsumoto - Hideo Ishikawa - Masuo Amada - Takuma Suzuki - Kōichi Sakaguchi - Junichi Suwabe - Rio Natsuki - Yōko Koyanagi - Hiroshi Iwasaki - Kōichi Sakaguchi - Hidenari Ugaki - Jun Ishimaru - Miki Nagasawa - Nanaho Katsuragi - Jun Ishimaru - Akio Suyama - Masataka Nakai - Motoko Kumai - Kayoko Fujii | Voix US - James Arnold Taylor - Cree Summer - Hedy Burress - John DiMaggio - Paula Tiso - John DiMaggio - Tara Strong - Matt McKenzie - Gregg Berger - Andy Philpot - Michael McShane - Alex Fernandez - Debi Derryberry - Julia Fletcher - Dwight Schultz - Corey Burton - Roger L. Jackson - Andre Sogliuzzo - Sherry Lynn - Candi Milo - John DeMita - Quinton Flynn - Robbie Rist - Candi Milo - Cree Summer |
| Notes : | | |